# Liesl Frick
Elisabeth (Liesl) Frick, född 13 juni 1908 i Wien, död 9 september 1982 i Stockholm, var en svensk tecknare.
Hon var dotter till speditören Bernhard Werber och Ida Popper och från 1931 gift med filosofie kandidat Nils Frick. Frick studerade konst vid Kunstgewerbeschule i Wien 1925–1930 och vid Konsthögskolan i Stockholm 1937–1944. Hon medverkade med figurteckningar i kol och blyerts vid Nationalmuseums utställning Unga tecknare 1942, separat ställde hon ut i Stockholm. Liesl Frick är begravd på Lovö skogskyrkogård.   